# جین ترگونو
جین ترگونو (انگلیسی: Jane Tregunno؛ زادهٔ ۹ ژوئیهٔ ۱۹۶۲) ورزشکار روئینگ اهل کانادا است.
وی در مسابقات کشوری و بین‌المللی در مجموع برندهٔ ۱ مدال طلا، ۱ مدال نقره شده‌است.